# AF Umuarama
Der Associação de Futsal de Umuarama, ist ein Futsalklub aus Umuarama im brasilianischen Bundesstaat Paraná.

## Geschichte
Umuarama wurde am 6. Januar 2003 gegründet. In seinem Gründungsjahr gewann der Klub den Titel des Paranaense da Chave Prata, der zweiten Liga der regionalen Meisterschaft von Paraná, und stieg damit in die Elite des Futsal des Bundesstaates auf. 2007 und 2008 konnte Umuarama hier die Meisterschaft feiern und stand 2005, 2006 und 2015 im Finale.
Seit 2006 nimmt der Klub an der Liga Nacional de Futsal, einem nationalen Ligawettbewerb, teil. Hier erreichte der Umuarama bei der Liga Nacional de Futsal 2009 das Halbfinale, musste sich aber der AD Jaraguá 3:5 und 5:1 geschlagen geben.
2011 nahm man an der Copa Libertadores teil. In der Gruppenphase musste man gegen sein drei Gegner jeweils einmal antreten. Das Team gewann alle drei Treffen und zog in das Halbfinale ein. In diesem traf Umuarama auf die ebenfalls aus Paraná stammende Mannschaft von Athletico Paranaense. Hier unterlag der Klub mit 1:4. Im Spiel um den dritten Platz traf man auf Boca Juniors aus Argentinien. Diesen hatte Umuarama in der Gruppenphase bereits mit 2:0 geschlagen. Nun lautete das Ergbnis 1:0 für die Brasilianer.
Nach der Austragung der Liga Nacional de Futsal 2016 zog sich der Umuarama aus finanziellen Gründen aus der Liga zurück. Ist deren Teilnahme doch an Franchise gebunden. Zur Austragung der Liga Nacional de Futsal 2020 kehrte der Klub in die Liga zurück. In der Ausgabe 2024. In dieser erreichte man zum zweiten Mal das Halbfinale. Konkurrent hier war der Praia Clube. Nachdem Hin- und Rückspiel jeweils 2:2 endeten und somit Punktgleichheit herrschte, musste die Entscheidung in der Verlängerung gesucht werden. Diese gewann der Klub aus Minas Gerais mit 3:1.

## Erfolge
- Campeonato Paranaense de Futsal: 2007, 2008
- Taça FPFS: 2019
- Taça Paraná de Futsal: 2008, 2015

## Unglück 2021
Am Morgen des 8. Juli 2021 verunglückte der Bus mit der Mannschaft von Umuarama. Dieser war auf dem Weg nach Jaraguá do Sul zu einem Spiel im Copa do Brasil gegen AD Jaraguá. Auf der Rodovia do Café in Guaratuba auf Höhe Kilometer 667 überschlug sich der Bus aus unbekannten Gründen. In den Unfall war mit einem LKW ein weiteres Fahrzeug verwickelt. Einer der Fahrer des Busses sowie ein Mitglied der technischen Kommission verstarben. Ein Insasse wurde schwer verletzt und 20 weitere wurden leicht verletzt.